# Sabro Sogn
Sabro Sogn er et sogn i Århus Vestre Provsti (Århus Stift).
I 1800-tallet var Sabro Sogn og Fårup Sogn annekser til Lading Sogn. Alle 3 sogne hørte til Sabro Herred i Aarhus Amt. De udgjorde to sognekommuner. Ved kommunalreformen i 1970 blev Sabro-Fårup indlemmet i Aarhus Kommune, og Lading blev indlemmet i Hammel Kommune, der ved strukturreformen i 2007 indgik i Favrskov Kommune.
I Sabro Sogn ligger Sabro Kirke.
I sognet findes følgende autoriserede stednavne:
- Ristrup (ejerlav, landbrugsejendom)
- Sabro (bebyggelse, ejerlav)
- Sabro Korsvej (bebyggelse)
- Sabro Mødal (bebyggelse)
- Sabro-Bjørnkær (bebyggelse)
- Urebjerg (areal)